# ロジェ・ブリュネ
ロジェ・ブリュネ（Roger Brunet、1931年3月30日 - ）は、フランスの地理学者、大学教授、フランス国立科学研究センター (CNRS) のディレクター。

## 概略
ロジェ・ブリュネは、トゥールーズに生まれ、トゥールーズ大学 (Université de Toulouse) に学んだ。1953年に地理学を専攻して卒業し、1965年に主論文「トゥールーズの農村地域 (Les campagnes toulousaines)」、副論文「地理における不連続現象 (les phénomènes de discontinuité en géographie)」によって国家博士号を取得した。
1957年から1966年にかけて、ブリュネは様々な立場でトゥールーズ大学にとどまった後、ブリュネはフランス南部を離れてシャンパーニュへ向かい、1966年から1976年にかけて、ランスでランス大学 (Université de Reims) の教授となり、地理学科長を務め、さらに地域環境計画学科を創設してその初代学科長も務めた。
その後、ブリュネはパリに移ってフランス国立科学研究センターのディレクターとなり、1976年から1981年にかけて、人文科学ドキュメンテーション・センターと、インタージオ研究室のディレクターを務めた。
1981年から1984年にかけて、当時の研究・技術大臣官房の技術顧問となって人文・社会科学を担当し、さらに研究省において人文・社会科学局の長官を務めた。
1984年、ブリュネは RECLUS（Réseau d'étude des changements dans les localisations et les unités spatiales：立地・空間単位の変動研究ネットワーク）という、エリゼ・ルクリュ（Élisée Reclus：1855年から1894年にかけて、最も早い時期に世界地誌を著した人物のひとり）の名を織り込んだ名称の公益団体を組織した。このグループは幅広く様々な活動をしたが、1995年から2001年にかけて刊行された『国勢地図帳 Atlas de France』（全14巻）、1990年から1996年にかけて刊行された『世界地理体系 Géographie Universelle』（全10巻）は活動の中心となる事業であった。
ブリュネは新たな学術誌として、1972年に『l'Espace géographique』、1986年に『Mappemonde』を創刊し、それぞれ2003年、2004年まで発行の指揮をとっていた。この間、ブリュネは、リエージュ大学 (Université de Liège)、ローザンヌ大学から名誉学位を与えられた。
ブリュネが特に有名なのは、1980年代以降、空間の主題的表象の新たな手段として「コレーム les chorèmes」が展開していく過程で、その中心にいたということであった。この新しい術語は、ブリュネが編み出したものであった。この概念は非常に広範囲に広がり、中等教育にも影響を及ぼしたが、現在ではさほど広く用いられてはおらず、むしろ批判に晒されるようになっている。しかし、コレーム概念は、ヨーロッパの背骨ともいえる構造をモデル化し、ライン川沿いの中軸地域の経済的、地理的影響力が、西ヨーロッパ諸国の政治動向に及ぶことを明らかにした。
ブリュネは2000年に、フランス全土の地方、地域、農村、都市圏や、その他の特記すべき場所について記述することを目指す「Trésor des régions（地方の宝物）」と題したウェブサイトの構築をはじめた。この浩瀚なデータベースは、ブリュネ自身の手によって2010年に完成した。この作業のためにブリュネは、自身が1972年から1974年に取り組んだラルース社 (Éditions Larousse) の『Découvrir la France（フランス発見）』や、1980年代に立ち上げた RECLUS の「base de données mondiale des localisations qui changent（立地変動の世界データベース）」を活用した。
レンヌ大学出版会 (Presses Universitaires de Rennes) が、「空間と領域」コレクションのひとつとして2009年に刊行した『Géographes, génération 1930, à propos de Roger Brunet, Paul Claval, Olivier Dollfus, François Durand-dastès, Armand Frémont, Fernand Verger（地理学者、1930年世代、ロジェ・ブリュネ、ポール・クラヴァル、オリヴィエ・ドルフュス、フランソワ・デュラン＝ダステ、アーマン・フレモン、フェルナン・ヴェルジェ）』には、『l'Espace géographique』に拠った親しい同僚たちとの関係におけるブリュネの学問的業績を展望した、マリ＝クレール・ロビック (Marie-Claire Robic) の序言とともに、ブリュネ自身が選んだ自作の文章が収録されている。